# Сакське письмо
Сакське письмо (ще Іссикське письмо)  — частково дешифроване письмо іранського племені саків Семиріччя чи одна «з груп абеток, створених кочовими спільнотами у різних частинах Азії»,, силабарія, відоме з низки пам'яток від щонайпізніше IV ст. до н. е. до V/VI ст. н. е.
У XX ст. було зроблено низку спроб перекладу написів, але жодну з них не визнано задовільною (як приклад — спроба прочитання тексту трилінгви з Дашт-і-Навура, яку зробив Я. Гарматта, але «відповідність його прочитання є сумнівною»).
Від моменту, коли було знайдено Іссикський напис, та до останнього часу публікується велика кількість літератури, у якій робляться спроби пов'язати сакське письмо з так званим тюркським рунічним письмом. Не вдаючись до аналізу якості цих напрацювань, варто навести наступні констатації, які й досі не втратили актуальності.
| «Слід зазначити, що форма знаків цієї писемності..., разом зі знаками на іссикській чаші, й в найпізніших з зазначених написів не виявляють системної відповідності давньотюркській руніці, тому генетично пов' язати ці писемності неможливо.»[1] |
| «Оскільки у напису з Дашт-е-Навура дві версії — бактрійською та пракрітом — відображають офіційні мови та писемності Кушанського царства, ми маємо право припустити, що й письмо третьої версії було досить поширеним у цій державі й належало певній частині його строкатого в етнічному плані населення… Судячи з повідомлень епіграфічних джерел та пам'яток кушанського мистецтва, цими прибульцями були швидше саки, тому невідому писемність можливо ймовірно пов'язати з сакським середовищем.»[1] |

## Сучасний стан досліджень
Наразі відомо близько 30 написів, які походять переважно з території античної Бактрії (окрім Іссикської). Можна констатувати, що сакське письмо було однією з найпоширеніших та найуживаніших абеток на теренах Кушанського царства за часів Віми Такту та Віми Кадфіза.
За попереднім аналізом виділено три різних абетки, які відносяться до одного типу письма.

### 2. Напис з Сурх-Коталу (поч. II ст.)

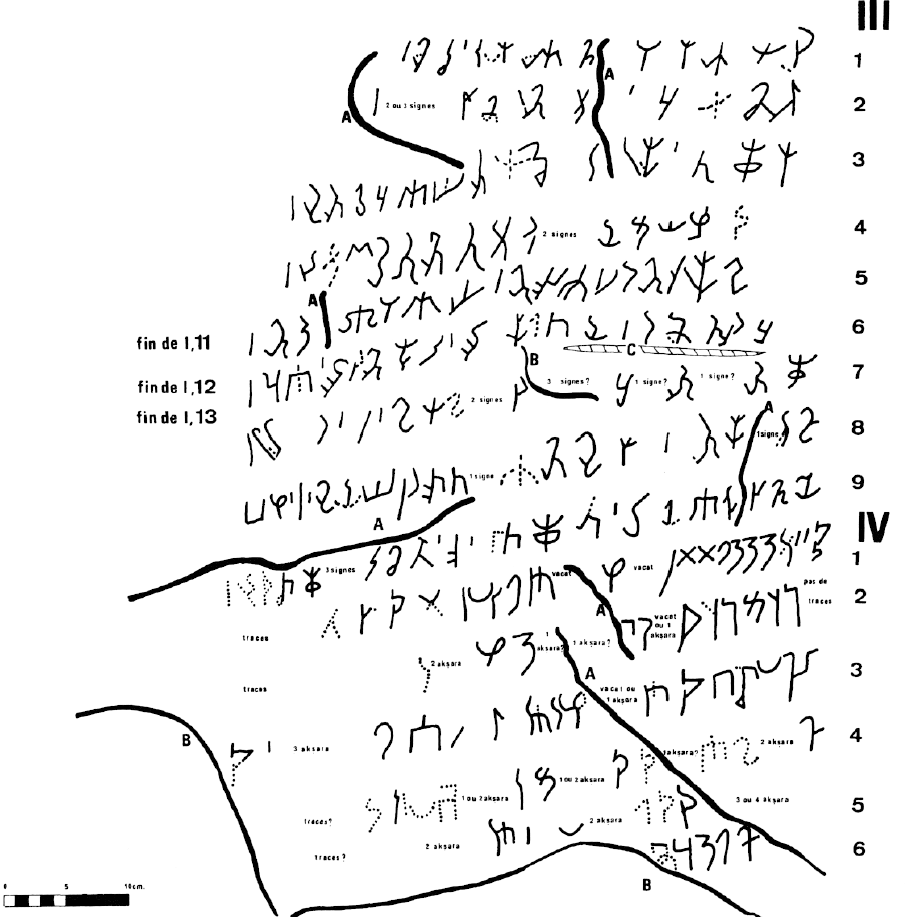
Фрагмент трилінгви з Дашт-і-Навуру, написаний сакським письмом (III) та хароштхі (IV).

### 1. Найдавніша

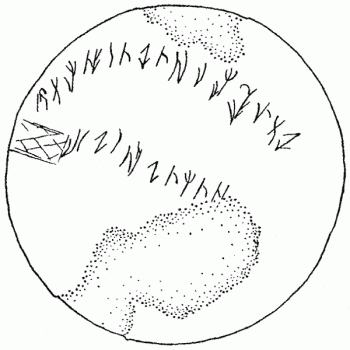
Іссикський напис.

Найдавніша абетка — напис з Есікського кургану та напис з Ай-Ханума (IV—II ст. до н. е.). Обидва написи мають п'ять спільних знаків (за нумерацією C. Rapin — 4, 6, 12, 13, 18 (див. нижче)).

#### Напис з кургану Есік
Іссикський напис на срібній чаші складається з 25-26 знаків (близько 16 відмінних), написаних справа ліворуч двома рядками. Три знаки мають схожість з пізнішими тюрськими рунами. Щодо структури знаків — графемоутворюючими є короткі диагональні риски. Окремі знаки мають подібність до низки архаїчних писемностей (хароштхі тощо).

#### Напис з Ай-Ханума

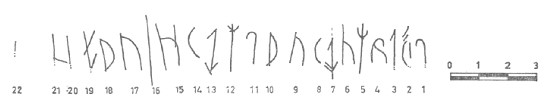
Айханумський напис.

Айханумський напис зроблено на срібному злитку. Як й іссикський, напис з Ай-Ханума написано зправа ліворуч, він складається з 21 знака, з яких три останні (19-21) пошкоджено, а з решти вісімнадцяти — одинадцять оригінальних. Знак 16 безумовно є знаком поділу.

### 2. Напис з Сурх-Коталу (поч. IIст.)[9]

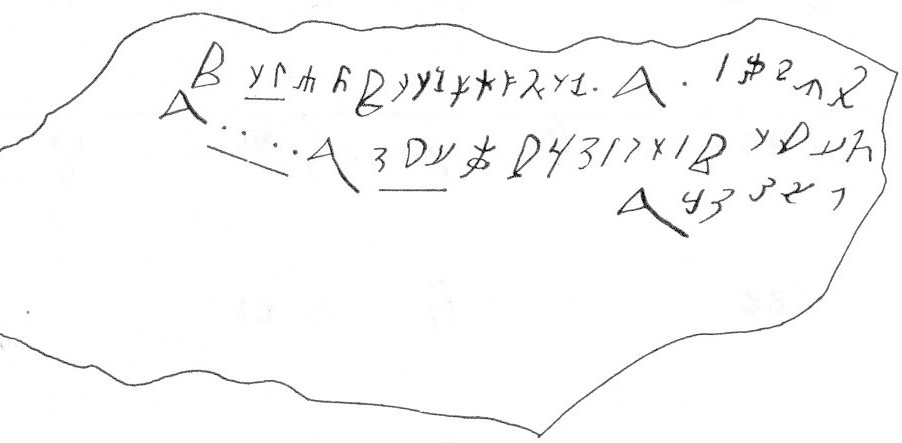
Напис з Сурх-Коталу.

У фрагментованому напису з Сурх-Коталу головною особливістю є введення в текст курсивних літер грецької абетки (α та β). Певні знаки мають подібність до знаків найдавнішого часу, певні — до знаків з Дешт-і-Навура тощо.

### 3. Найпоширеніша

Найпоширеніша — написи з Дашт-і-Навура, Кара-Тепе, Хатин-Рабата, Кампир-Тепе та Кош-Тепе саме ця абетка весь час доповнюється новими знахідками (I—V/VI ст.). Абетка складається з близько тридцяти знаків, які використано у різних написах, та декількох знаків, відомих лише з напису Дашт-і-Навура.
Після аналізу новознайденої білінгви з ущелини Алмосі в Таджикистані С. Бонманн, Я. Галфманн, Н. Коробзов дійшли наступних висновків:
- сакське письмо, як і хароштхі, походить від імперського арамейського, яке свого часу було поширене в Перській імперії;
- мова письма — невідома середньоіранська мова;
- прочитано 15 знаків цього письма (близько половини).[12]